# Maria Zamoyska

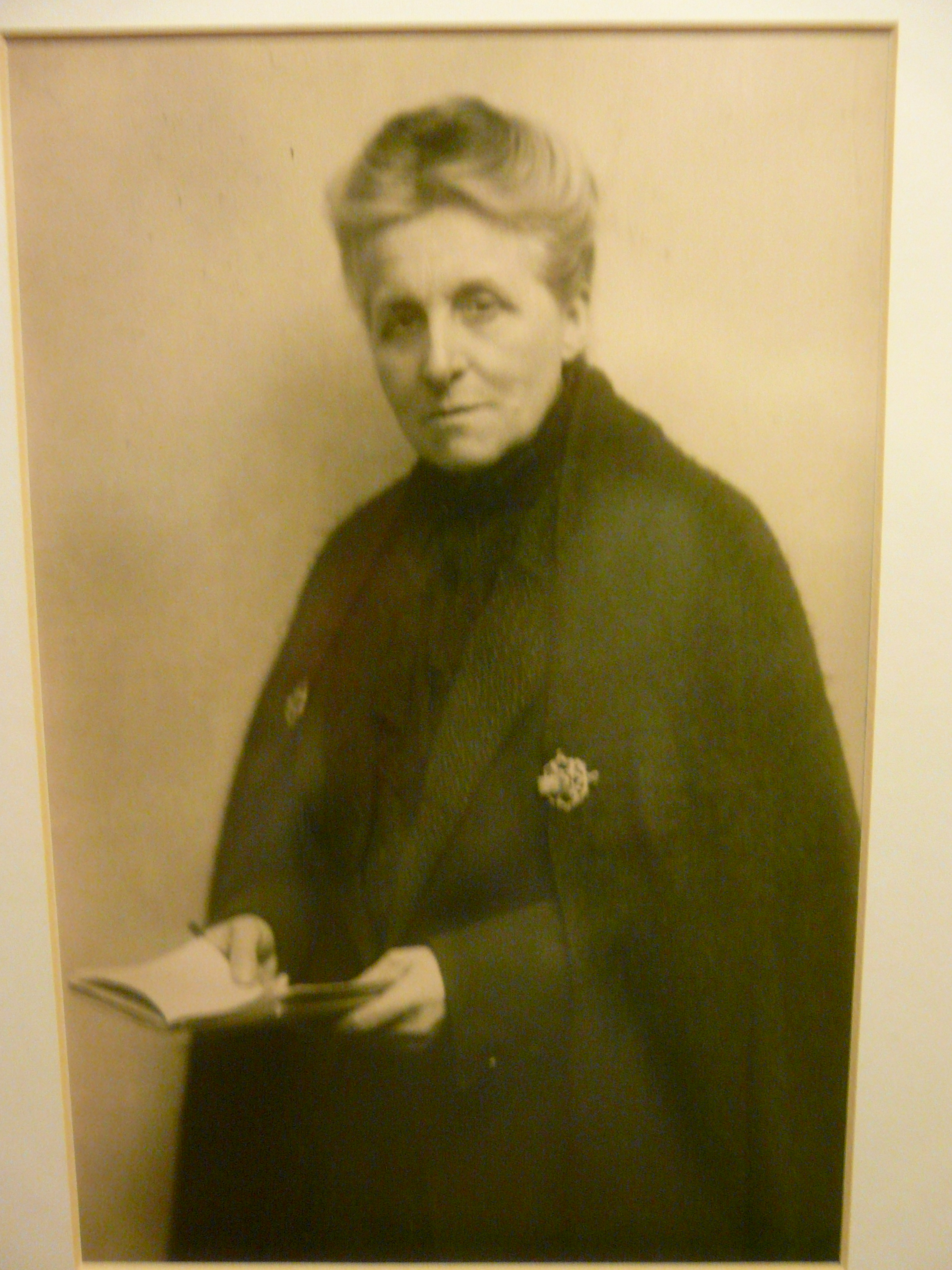
Maria Zamoyska

Maria Zamoyska (ur. 14 maja 1860 w Paryżu, zm. 23 lutego 1937 w Zakopanem-Kuźnicach) – polska działaczka społeczna i pedagog. 

## Życiorys
Urodziła się jako czwarte, najmłodsze dziecko gen. Władysława Zamoyskiego i Jadwigi z Działyńskich, siostra Władysława, właściciela dóbr kórnickich i zakopiańskich.
Kształciła się w paryskiej szkole dla panien, prowadzonej przez Madame Boutet de Monvel. Edukację uzupełniała w domu, pod kierunkiem matki i guwernantek oraz sekretarza ojca – Leonarda Niedźwieckiego, doskonaląc język polski i angielski, poznając historię i geografię Polski. Utalentowana malarsko i muzycznie. Jadwiga Zamoyska zadbała też, by córka nauczyła się prac ręcznych, kroju i kucharstwa, uczestnicząc w kursach prowadzonych przez zakonnice w Paryżu i Wersalu.
Z atmosfery domu rodzinnego wyniosła głęboką religijność i żarliwy patriotyzm. Młodzieńczy zamiar poświęcenia się życiu w zakonie, zmieniła w związku z realizacją planowanej przez matkę Szkoły Domowej Pracy Kobiet. Po przyjeździe do Kórnika w sierpniu 1881 razem z matką i bratem zajęła się tworzeniem Szkoły. Maria stała się wkrótce prawą ręką matki i jedną z najbardziej oddanych Zakładowi nauczycielek. Na skutek tzw. rugów pruskich, w grudniu 1885 Zamoyscy herbu Jelita zostali wypędzeni z Kórnika. Po nabyciu w maju 1889 przez Władysława Zamoyskiego dóbr zakopiańskich, rodzina zamieszkała w wynajętej od Róży Raczyńskiej willi „Adasiówka” na Bystrem. W czerwcu 1891 Zamoyscy wraz ze szkołą przenieśli się do wyremontowanych budynków w Kuźnicach.
W 1908 Maria Zamoyska założyła w Paryżu – w domu Zamoyskich przy Quai d’Orléans 6 – Biuro Opieki nad Polskimi Robotnikami we Francji i postarała się o subwencje na jego prowadzenie z Wydziału Krajowego w Galicji. Biuro udzielało wszelkiej pomocy i zapewniało opiekę duszpasterską. Po wybuchu I wojny światowej biuro przybrało nazwę Protection Polonaise – Opieka Polska i wkrótce stało się rzeczywistym konsulatem polskim w Paryżu.
Hipolit Korwin-Milewski tak ją opisywał w swoich pamiętnikach:

Panna Maria posuwała dobroczynność do ostatnich granic naiwności. Chodziła piechotą od jednego końca Paryża do drugiego i z powrotem, aby za oszczędzone na kolei podziemnej lub autobusie 30 centymów zanieść choremu chłopczykowi pomarańczę. Wszyscy troje [tzn. oprócz Marii Jadwiga Zamoyska i Władysław Zamoyski ] żyli tylko dla drugich. Posuwali oszczędność osobistą do ostatnich granic. Z kolosalnego funduszu nie mieli prawie żadnego dochodu, a co mieli rozdawali.

Ogromna praca, dokonana przez Marię Zamoyską i jej Biuro w czasie wojny, została doceniona i nagrodzona. 6 października 1919 Zamoyska otrzymała dyplom uznania, podpisany m.in. przez Helenę Paderewską, Marię Maurycową Zamoyską i Gustawa Taube, a nieco później została odznaczona Krzyżem Komandorskim Orderu Odrodzenia Polski. Po wojnie, w listopadzie 1919, Maria z matką przyjechały do Zakopanego, gdzie zajęły się sprawami Szkoły. Dopiero w czerwcu roku następnego pojechały do Kórnika. Maria zajęła się odtwarzaniem Szkoły w Kórniku oraz tworzeniem razem z matką i bratem fundacji. Na jej rzecz zrzekła się swego udziału w majątku, poprzestając na skromnym dożywociu. W lutym 1924 razem z bratem Władysławem podpisała akt donacyjny, w którym prosili Sejm, Senat i rząd RP o opiekę nad powstająca fundacją.
W l. 1922–1931 prowadziła w Kórniku na Prowencie Zakład dla Chłopców – szkołę z internatem dla niezamożnych chłopców. Od sierpnia 1928 stała na czele Komitetu Opieki nad Główną, przedmieściem Poznania, którego celem było stworzenie w Głównej „warunków religijnego i kulturalnego oświatowego podniesienia”. Opiekowała się Domem dla studentek Polek w Paryżu u ss. Nazaretanek, dawała zapomogi uczącej się młodzieży, biednym i chorym.
Po śmierci Władysława Zamoyskiego (3 października 1924) podejmowała w kórnickim zamku liczne grupy turystów, których zapoznawała z historią rodu Działyńskich i Zamoyskich, przybliżając im zwłaszcza postaci i działalność matki i brata. Czynna nieomal do ostatnich dni życia nie odmawiała udziału w zebraniach kół Kuźniczanek, których była honorową przewodniczącą. Mieszkała na przemian w Kórniku i Zakopanem-Kuźnicach, gdzie zmarła w nocy z 22 na 23 lutego 1937. 27 lutego odbyły się uroczystości pogrzebowe w kościele parafialnym w Kórniku. Maria Zamoyska spoczęła w krypcie Zamoyskich, obok matki i brata.

## Ordery i odznaczenia
- Krzyż Komandorski Orderu Odrodzenia Polski (30 kwietnia 1925)[2]

## Upamiętnienie
Uchwałą podjętą na sesji Rady Miasta Poznania w dniu 8 maja 2018 skwer pomiędzy ulicami Grochowską i Józefa Chociszewskiego na obszarze Osiedla Grunwald Południe w Poznaniu otrzymał imię Marii Zamoyskiej.